# Корі Гарднер
Корі Скотт Гарднер (англ. Cory Scott Gardner; нар. 22 серпня 1974, Юма, Колорадо) — американський політик з Республіканської партії. Був членом Палати представників з 2011 по 2015, сенатор США від штату Колорадо з 2015.

## Біографія
У 1997 році отримав ступінь бакалавра в Університеті штату Колорадо, а у 2001 — диплом юриста в Школі права Університету Колорадо. Між 2002 і 2005 він працював помічником сенатора Вейна Алларда, з 2005 по 2010 рік входив до Палати представників Колорадо.